# BBOX1
BBOX1 (англ. Gamma-butyrobetaine hydroxylase 1) – білок, який кодується однойменним геном, розташованим у людей на короткому плечі 11-ї хромосоми. Довжина поліпептидного ланцюга білка становить 387 амінокислот, а молекулярна маса — 44 715.
| 10         |  | 20         |  | 30         |  | 40         |  | 50         |
| ---------- |  | ---------- |  | ---------- |  | ---------- |  | ---------- |
| MACTIQKAEA |  | LDGAHLMQIL |  | WYDEEESLYP |  | AVWLRDNCPC |  | SDCYLDSAKA |
| RKLLVEALDV |  | NIGIKGLIFD |  | RKKVYITWPD |  | EHYSEFQADW |  | LKKRCFSKQA |
| RAKLQRELFF |  | PECQYWGSEL |  | QLPTLDFEDV |  | LRYDEHAYKW |  | LSTLKKVGIV |
| RLTGASDKPG |  | EVSKLGKRMG |  | FLYLTFYGHT |  | WQVQDKIDAN |  | NVAYTTGKLS |
| FHTDYPALHH |  | PPGVQLLHCI |  | KQTVTGGDSE |  | IVDGFNVCQK |  | LKKNNPQAFQ |
| ILSSTFVDFT |  | DIGVDYCDFS |  | VQSKHKIIEL |  | DDKGQVVRIN |  | FNNATRDTIF |
| DVPVERVQPF |  | YAALKEFVDL |  | MNSKESKFTF |  | KMNPGDVITF |  | DNWRLLHGRR |
| SYEAGTEISR |  | HLEGAYADWD |  | VVMSRLRILR |  | QRVENGN    |  |            |

A: Аланін

C: Цистеїн

D: Аспарагінова кислота

E: Глутамінова кислота

F: Фенілаланін

G: Гліцин

H: Гістидин

I: Ізолейцин

K: Лізин

L: Лейцин

M: Метіонін

N: Аспарагін

P: Пролін

Q: Глутамін

R: Аргінін

S: Серин

T: Треонін

V: Валін

W: Триптофан

Кодований геном білок за функціями належить до оксидоредуктаз, фосфопротеїнів. 
Білок має сайт для зв'язування з іонами металів, іоном цинку, іоном заліза. 
Локалізований у цитоплазмі.